# Macomb (Illinois)
Pour les articles homonymes, voir Macomb.
La ville de Macomb (prononcé en anglais : /məˈkoʊm/) est le siège du comté de McDonough, dans l'Illinois, aux États-Unis. Sa population s’élevait à 21 516 habitants lors du recensement de 2010, estimée à 18 352 habitants en 2016.

## Source
- (en) Cet article est partiellement ou en totalité issu de l’article de Wikipédia en anglais intitulé « Macomb, Illinois » (voir la liste des auteurs).